# Trzęsienie ziemi w Algierii (2003)
Trzęsienie ziemi w Algierii (2003) – trzęsienie ziemi o sile 6,7 w skali Richtera, które nastąpiło 21 maja 2003 r. w okolicach miasta Bumardas, w północnej Algierii. Miało miejsce o godzinie 17:44 czasu lokalnego w mieście Bumardas oraz okolicznych miejscowościach, ok. 72 km na wschód od Algieru. Było to najsilniejsze trzęsienie ziemi w Algierii od tego z 1980 roku. 
Główny wstrząs miał siłę 6,7 oraz 6,8 i wystąpił o 17:44. Na obszarach zaludnionych do 1 czerwca dalej nasilały się wstrząsy wtórne, które swoją kulminację miały o godzinie 19:00, kiedy to siła trzęsienia wynosiła od 4,0 do 5,0 w skali Richtera.
Trzęsienie spowodowało również fale morskie na Morzu Śródziemnym, które dotarły do hiszpańskich wysp Balearów.
Trzęsienie ziemi wywołało duże szkody w prowincji Bumardas, i jej okolicznych dajratach, i miastach, zakłóciło pracę opieki zdrowotnej, telekomunikacji, wodociągów i transportu w regionie. Mieszkanie straciło około 160 000 ludzi którzy byli zmuszeni mieszkać przez jakiś czas w namiotach medycznych. Zniszczony został budynek szpitala w Thenia, budynek szkoły w Bumardas i szkoła średnia w Corso. Ogółem straty w wyniku katastrofy wyniosły ówczesne 5 miliardów dolarów amerykańskich, co stanowiło ok. 10 % PKB Algierii.
W pomoc humanitarną dla poszkodowanych zaangażowały się m.in. Francja, Hiszpania, Wielka Brytania, Niemcy.